# Andrija Anković
Andrija Anković, né le 16 juillet 1937 à Gabela (en Bosnie-Herzégovine, alors en royaume de Yougoslavie) et mort le 28 avril 1980 à Split, est un footballeur croate international yougoslave, devenu entraîneur.

## Biographie
Attaquant réputé pour son réalisme devant le but, capable d'évoluer comme milieu de terrain, Anković commence sa carrière dans le club de sa ville natale, le NK GOŠK Gabela, puis rejoint le NK Neretva (en) de Metković. En 1958, à 21 ans, il signe à l'Hajduk Split, un des principaux clubs de Yougoslavie. En huit saisons, il va y jouer 326 rencontres et marquer 250 buts, devenant ainsi un des joueurs emblématiques de l'histoire du club, malgré un palmarès vierge. 
En 1960, Anković est sélectionné en équipe nationale pour les Jeux olympiques de Rome, dont il remporte la finale comme titulaire. Deux ans plus tard, il fait partie du groupe pour la Coupe du monde et y dispute une rencontre. Il compte finalement huit sélections pour un but.
En 1966, il peut quitter la Yougoslavie et rejoint le club allemand du 1. FC Kaiserslautern, où en deux saisons de championnat il joue 21 matchs et marque 4 buts. Il termine sa carrière sur une dernière pige au SW Bregenz (de), en Autriche.
En 1969, il est nommé entraîneur du NK Omiš (en). Après un an, il quitte son poste. En 1971, il intègre le staff technique de l'école de football de l'Hajduk Split. Il y reste jusqu'en 1978. Il meurt le 28 avril 1980 d'une attaque cardiaque, à l'âge de 42 ans. Depuis 1986, le NK GOŠK Gabela, son club d'origine, organise un tournoi amical en son hommage.

## Palmarès
- Jeux olympiques
  - Médaille d’or en 1960